# Elke Hannack

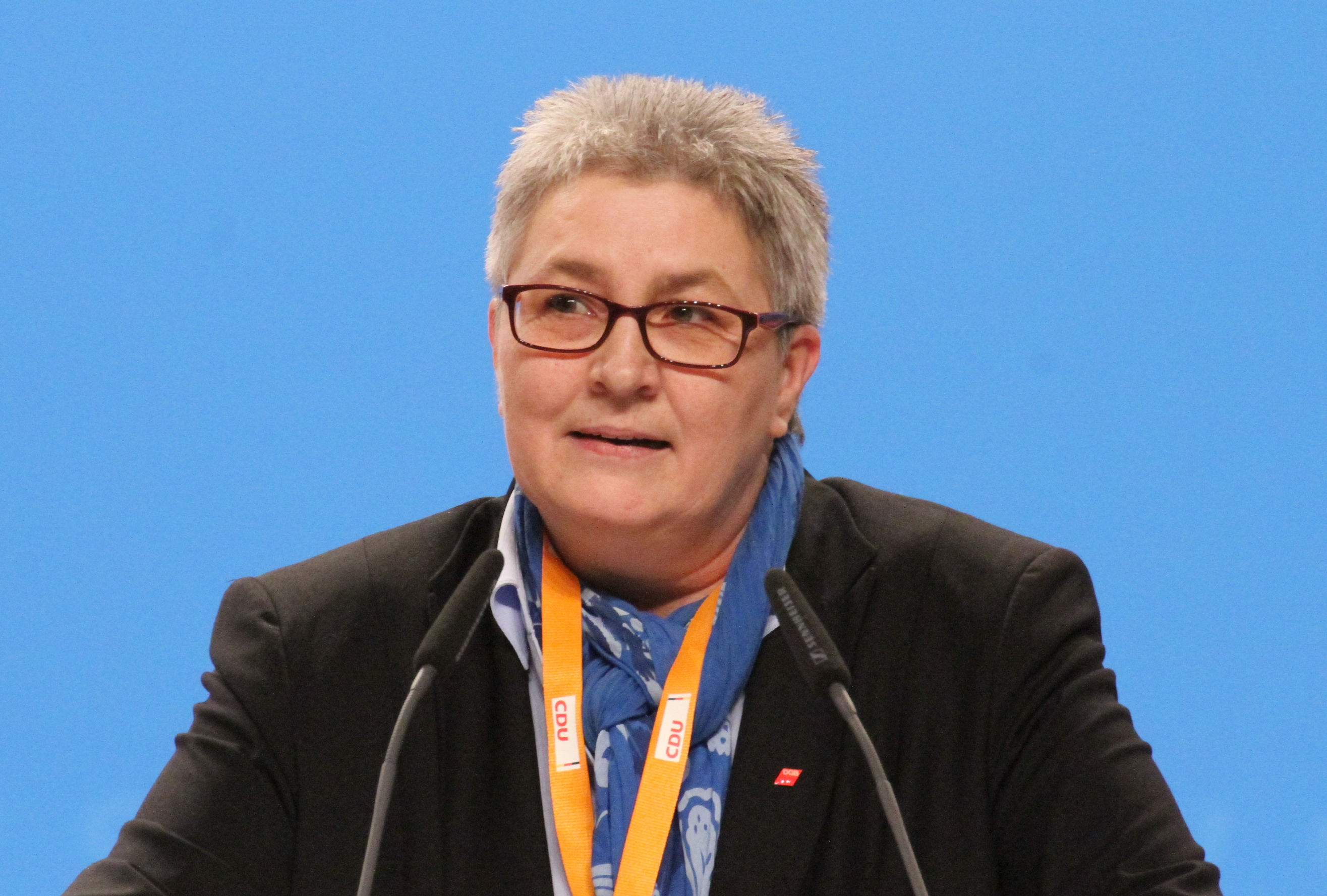
Elke Hannack, 2014

Elke Hannack (* 23. September 1961 in Gladbeck) ist deutsche Gewerkschafterin. Sie ist unter anderem im Bundesvorstand der Christlich-Demokratischen Arbeitnehmerschaft (CDA) und stellvertretende Vorsitzende des Deutschen Gewerkschaftsbundes (DGB).

## Leben
Elke Hannack besuchte die evangelische Grundschule in Herbern, später das Anne-Frank-Gymnasium in Werne. Nach ihrem Abitur studierte sie zwischen 1981 und 1986 evangelische Theologie an der Westfälischen Wilhelms-Universität. Nach dem Studium ohne Abschluss war sie bis 1992 Angestellte, ab 1982 (Gesamt-) Betriebsratsvorsitzende. Ab 1992 wurde sie hauptamtliche Gewerkschaftsfunktionärin. Sie beschäftigt sich unter anderem mit Themen um Gender-Rollen, Bildungspolitik und (Soziale-)Gleichberechtigung. 2009 wurde sie Mitglied im Landesvorstand der CDU Berlin. Hannack ist Mitglied im CDU-Bundesvorstand.

## Als Gewerkschafterin
Beginnend 1982 besetzte Hannack durchgängig Funktionen der unterschiedlichen Organisationsebenen, zum Beispiel besetzte sie zwischen 1997 und 2001 den Kreisvorsitz des Deutschen Gewerkschaftsbundes (DGB) im Oberbergischen Kreis, während sie ebenfalls Mitglied im Beirat zu Schule und Beruf war. Seit 2002 ist Hannack Betriebsratsvorsitzende des DGB-Bezirks Nordrhein-Westfalen, seit 2001 Vorsitzende im Bundesvorstand der DGB-Arbeitsgemeinschaft in der CDA. 2007 wurde sie in den Bundesvorstand von ver.di gewählt. Seit Juni 2013 ist sie stellvertretende DGB-Vorsitzende.